# Коринтиан (футбольный клуб)
«Кори́нтиан» — бывший английский любительский футбольный клуб из Лондона, который выступал на различных стадионах, включая «Куинз Клаб», «Хрустальный дворец» и «Овал». Был образован в 1882 году Н. Лэйн Джэксоном, помощником секретаря Футбольной ассоциации, с целью отстаивания идеалов любительского спорта и воспитания футболистов, способных бросить вызов сборной Шотландии.
Зарубежные турне клуба помогли популяризовать футбол во всём мире, в их честь назван бразильский клуб Спорт клуб «Коринтианс Паулиста», а мадридский «Реал» один сезон отыграл в форме «Коринтиана».
В 1939 году был объединён с другим английским любительским клубом «Кэжуалз» в «Коринтиан-Кэжуалз».

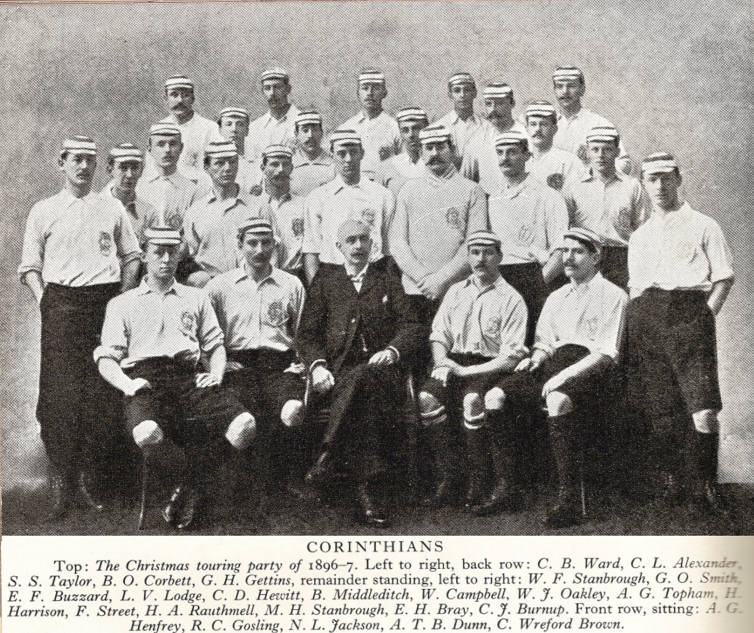
The Corinthian team of 1896-97

## История
Изначально предполагалось, что команда будет играть только товарищеские матчи с другими любительскими командами, базирующимися в Лондоне. В 1880-е годы клуб поставлял большое количество игроков сборной Англии в матчах со сборной Шотландии, а в матчах со сборной Уэльса в 1894 и 1895 годах «Коринтиан» полностью представлял сборную Англии, хотя все футболисты «Коринтиана» были заявлены за ещё один клуб, в основном это были университетские команды.
Первоначально клуб отказывался от участия в английской футбольной лиге и Кубке Англии в связи с одним из своих правил, запрещающих клубу соревноваться за любой переходящий кубок или призы любого рода, но в 1900 году они приняли участие в Суперкубке шерифа Лондона, где в финале одолели чемпиона лиги «Астон Виллу» со счётом 2:1.
В 1904 году «Коринтиан» со счётом 11:3 обыграл «Манчестер Юнайтед» в товарищеском матче.
После вступления клуба в Любительскую футбольную ассоциацию клубу было запрещено играть против клубов-членов Футбольной ассоциации, команда стала чаще отправляться в международные турне. Они побывали во многих странах мира — в Южной Африке, Канаде, США, Южной Америке, Венгрии, Чехословакии и т. д. После посещения Швеции в 1904 году был организован турнир, носивший название Коринтиан Боул. После посещения Бразилии в 1910 году местные синие воротнички настолько впечатлились игрой англичан, что основали новый клуб — «Коринтианс». Позднее «Реал Мадрид» перенял форму «Коринтиана», а на Мальте появился ещё один клуб с таким названием.
В 1939 году «Коринтиан» объединился с другим английским любительским клубом «Кэжуалз» в «Коринтиан-Кэжуалз».

## Известные футболисты
Всего за «Коринтиан» выступало 86 футболистов сборной Англии, 12 футболистов сборной Уэльса, восемь игроков сборной Шотландии и два игрока сборной Ирландии.
После завершения своей профессиональной карьеры за клуб выступал Фред Спайксли, бывший игрок сборной Англии и «Шеффилд Уэнсдей». Последний раз выходил на поле в составе клуба в победном матче против «Тоттенхэм Хотспур», забив победный гол в дополнительное время. После игры обежал круг почета под овации зрителей.
Также за клуб выступал футболист сборной Дании Нильс Миддельбё после завершения выступления за «Челси».
Многие футболисты выступали за «Коринтиан», будучи игроками других клубов и выступая за сборную Англии, например Макс Вуснам и Си Би Фрай.